# Новое Эштебенькино
Но́вое Эштебе́нькино (чув. Ҫӗнӗ Эштепен) — село в Челно-Вершинском районе Самарской области России. Входит в сельское поселение Эштебенькино.

## История топонима
Название села Эштебенькино возникло от имени основателя — чувашского крестьянина по имени Эштепен.

## География
Село Новое Эштебенькино расположено в 30 км (по дорогам) северо-восточнее районного центра — села Челно-Вершины, и в 200 км от Самары. Ближайшая станция железной дороги располагается в Челно-Вершинах.
Деревня располагается на равнине, в километре от неё находится небольшой лес шириной 3 км и длиной 11 км. По всему селу протекает река Акчал, которая берёт своё начало в лесных родниках и подпитывается дождями и талыми снегами.
В селе есть неполная средняя школа, Дом культуры, два магазина, почтовое отделение, библиотека.

## Население
По данным переписи 2011 года численность населения составляет около 300 человек.
Местные жители ездят на заработки в г. Самара и г. Тольятти, но большая часть работает в ООО «Эштебенькино» (филиал немецкой агрофирмы «СоланаАгроСервис»).
Национальный состав: чуваши.